# Jack Stauber
Jack Stauber (McKean, 6 aprile 1996) è un cantautore e animatore statunitense.

## Carriera
Stauber è stato parte della band Joose, con la quale ha suonato in spettacoli dal vivo e ha pubblicato album a partire dal 2014. Sul suo canale YouTube ha caricato diversi concerti dal vivo e singoli. È stato anche il cantante principale della band Zaki. Si è anche concentrato sulla sua carriera da solista e a partire dal 2013 ha pubblicato quattro album.
Dal 2018 ha iniziato a lavorare per Adult Swim, creando cortometraggi per lo show e utilizzando il network per la diffusione della sua musica. Qui ha iniziato a usare il termine "Micropop", il quale si riferisce a canzoni pop dalla durata variabile dai trenta secondi a un minuto. Questi video vengono creati con diverse tecniche, in particolar modo l'uso della Claymation. È famoso soprattutto per l'estetica dei suoi video, registrati in stile VHS. Il suo genere principale è la Sinth-Pop e l'Avant-pop che rende le canzoni di uno stile retrò. Alcune sue canzoni sono Lo-fi come la virale canzone Oh Klahoma. A volta mischia il suo genere con elementi Folk come nel suo album Viator o Rock come nel suo album HiLo 

## Discografia

### Da solista
Album
- 2013 - Finite Form
- 2015 - Viator
- 2017 - Pop Food
- 2018 - HiLo

EP
- 2018 - Inchman / Two Time (come Jack Stauber's Micropop)
- 2018 - Cheeseburger Family / Fighter (come Jack Stauber's Micropop)
- 2018 - The Ballad of Hamantha / Today Today / Al Dente (come Jack Stauber's Micropop)
- 2019 - Baby Hotline / Tea Errors (come Jack Stauber's Micropop)
- 2019 - Deploy / Those Eggs Aren't Dippy / Out the Ox (come Jack Stauber's Micropop)
- 2020 - Dinner Is Not Over / There's Something Happening / Keyman / Cupid (come Jack Stauber's Micropop)

Raccolte
- 2019 - Micropop (come Jack Stauber's Micropop)

Colonne sonore
- 2020 - SHOP: A Pop Opera (come Jack Stauber's Micropop)
- 2020 - Jack Stauber's OPAL

### Con i Joose
- 2016 - Joose

### Con i Zaki
- 2018 - Zaki